# ナターシャ・ポーリー
ナターシャ・ポーリー（ロシア語: Наташа Поли、本名：ロシア語: Наталья Сергеевна Полевщикова、1985年7月12日 - ）は、ロシアのファッションモデル。
旅行で訪れたミラノでスカウトされたことが切っ掛けでモスクワのモデル・コンテストに出場し優勝を果たす。ドール系モデルが大流行していた2004年、モデルデビューすることとなる。2005年春夏、グッチの広告に登場し業界の注目を集める。グッチの主任デザイナーのお気に入りモデルであり、グッチの2007年秋冬、2008年リゾート、2008年春夏、2009年春夏キャンペーンに起用された。その他、ルイ・ヴィトン、ランバン、ソニア・リキエルなどトップメンゾンの広告に数多く登場し続けている。